# SlimDX
SlimDXは、.NET Frameworkの下でDirectXプログラミングを可能にするためのオープンソースAPIである。SlimDX は、.NET言語（共通言語ランタイムすなわちCLR対応の言語）で使用することができる。
SlimDXは、マルチメディアとインタラクティブアプリケーション（例：ゲーム）の開発で使われる。.NET Frameworkアプリケーションにおける高性能グラフィック表示を可能にし、プログラマが近代的なグラフィックスハードウェアを直接利用することを可能にする。
SlimDXの初版は、2007年6月30日に公開された。それ以来、急速に成長し、2015年4月時点での最新版である2012年1月版において、マイクロソフトにより提供されている主要なDirectX APIをカバーするが、その後の更新はなく、またDirectX 11.1以降はサポートしていない。
SlimDXは、以下のAPIをフルサポートしている:
- Direct3D 9.0c、9.0Ex、10.0、10.1、11
- DXGI
- DirectInput、XInput、Raw Input
- DirectSound、XAudio2、X3DAudio、XAPO、XACT3
- Direct2D、DirectWrite